# Unione Sportiva Foggia & Incedit 1965-1966
Questa voce raccoglie le informazioni riguardanti l'Unione Sportiva Foggia & Incedit nelle competizioni ufficiali della stagione 1965-1966.

## Stagione
Il Foggia nel 1965-1966 ha partecipato al campionato di Serie A, classificandosi al dodicesimo posto con 29 punti, lo scudetto è stato vinto dall'Inter con 50 punti davanti al Bologna con 46 punti. Retrocedono in Serie B la Sampdoria con 27 punti, il Catania con 22 punti ed il Varese con 15 punti. Migliori realizzatori rossoneri Paolo Lazzotti e Dante Micheli con sei reti. In Coppa Italia è stato eliminato al primo turno dal Potenza su sorteggio, l'incontro era terminato (0-0) dopo i tempi supplementari.

## Organigramma societario
Area direttiva
- Presidente: Domenico Rosa Rosa

Area tecnica
- Allenatore: Egizio Rubino

## Rosa
| N. |                   | Ruolo | Calciatore         |
| -- | ----------------- | ----- | ------------------ |
|    | Italia (bandiera) | P     | Gastone Ballarini  |
|    | Italia (bandiera) | P     | Giuseppe Moschioni |
|    | Italia (bandiera) | P     | Sergio Notarnicola |
|    | Italia (bandiera) | D     | Angelo Bertuolo    |
|    | Italia (bandiera) | D     | Antonio Bettoni    |
|    | Italia (bandiera) | D     | Bruno Capra        |
|    | Italia (bandiera) | D     | Roberto Corradi    |
|    | Italia (bandiera) | D     | Lino Curcetti      |
|    | Italia (bandiera) | D     | Matteo Rinaldi     |
|    | Italia (bandiera) | D     | Vasco Tagliavini   |
|    | Italia (bandiera) | D     | Ambrogio Valadè    |
|    | Italia (bandiera) | D     | Paolo Diodati      |
|    | Italia (bandiera) | C     | Sebastiano Bottaro |
|    | Italia (bandiera) | C     | Vincenzo Faleo     |

| N. |                   | Ruolo | Calciatore           |
| -- | ----------------- | ----- | -------------------- |
|    | Italia (bandiera) | C     | Cataldo Gambino      |
|    | Italia (bandiera) | C     | Antonio Ghedini      |
|    | Italia (bandiera) | C     | Gennaro Giametta     |
|    | Italia (bandiera) | C     | Paolo Lazzotti       |
|    | Italia (bandiera) | C     | Giorgio Maioli       |
|    | Italia (bandiera) | C     | Dante Micheli        |
|    | Italia (bandiera) | C     | Ciro Minichini       |
|    | Italia (bandiera) | A     | Pasquale Di Giovanni |
|    | Italia (bandiera) | A     | Erminio Favalli      |
|    | Italia (bandiera) | A     | Cosimo Nocera        |
|    | Italia (bandiera) | A     | Roberto Oltramari    |
|    | Italia (bandiera) | A     | Francesco Patino     |
|    | Italia (bandiera) | A     | Mario Penna          |

## Risultati

### Serie A

#### Girone di andata
| Arbitro: | Marchiori (Padova) |

|                |           |  |
| Traspedini 29’ | Marcatori |  |

| Arbitro: | Angonese (Mestre) |

|             |           |  |
| Sormani 72’ | Marcatori |  |

| Arbitro: | Bernardis (Trieste) |

|                        |           |  |
| Capra 51’ Lazzotti 60’ | Marcatori |  |

| Arbitro: | Gonella (Torino) |

|            |           |                    |
| Nocera 45’ | Marcatori | 56’ (rig.) Ciccolo |

| Arbitro: | Motta (Monza) |

|                             |           |             |
| Frustalupi 4’ Trinchero 54’ | Marcatori | 72’ Micheli |

| Arbitro: | D'Agostini (Roma) |

|                 |           |                                   |
| Di Giovanni 79’ | Marcatori | 42’, 55’ (rig.) Mazzola 90’ Corso |

| Arbitro: | Orlando (Bergamo) |

|                                            |           |  |
| Lazzotti 54’ Micheli 56’ (rig.) 62’ (rig.) | Marcatori |  |

| Arbitro: | Righi (Milano) |

|                              |           |  |
| Schutz 12’ Valadè 24’ (aut.) | Marcatori |  |

| Arbitro: | De Marchi (Pordenone) |

|             |           |  |
| Favalli 32’ | Marcatori |  |

| Arbitro: | D'Agostini (Roma) |

|  |           |             |
|  | Marcatori | 89’ Girardo |

| Arbitro: | Palazzo (Palermo) |

|            |           |              |
| Hamrin 18’ | Marcatori | 52’ Lazzotti |

| Arbitro: | Sbardella (Roma) |

|            |           |  |
| Nocera 46’ | Marcatori |  |

| Vicenza 19 dicembre 1965 13ª giornata | Lanerossi Vicenza  | 0 – 0 | Foggia & Incedit | Stadio Romeo Menti\| Arbitro: \| Campanati (Milano) \| |
| Arbitro:                              | Campanati (Milano) |       |                  |                                                        |

| Foggia 26 dicembre 1965 14ª giornata | Foggia & Incedit   | 0 – 0 | Varese | Stadio Pino Zaccheria\| Arbitro: \| Marengo (Chiavari) \| |
| Arbitro:                             | Marengo (Chiavari) |       |        |                                                           |

| Arbitro: | Angonese (Mestre) |

|                    |           |  |
| Bettoni 76’ (aut.) | Marcatori |  |

| Arbitro: | De Robbio (Torre Annunziata) |

|                |           |                                     |
| Mereghetti 17’ | Marcatori | 74’ Lazzotti 76’ Micheli 86’ Maioli |

| Foggia 16 gennaio 1966 17ª giornata | Foggia & Incedit | 0 – 0 | Cagliari | Stadio Pino Zaccheria\| Arbitro: \| Motta (Monza) \| |
| Arbitro:                            | Motta (Monza)    |       |          |                                                      |

#### Girone di ritorno
| Foggia 23 gennaio 1966 18ª giornata | Foggia & Incedit | 0 – 0 | Juventus | Stadio Pino Zaccheria\| Arbitro: \| Monti (Ancona) \| |
| Arbitro:                            | Monti (Ancona)   |       |          |                                                       |

| Foggia 30 gennaio 1966 19ª giornata | Foggia & Incedit    | 0 – 0 | Milan | Stadio Pino Zaccheria\| Arbitro: \| Lo Bello (Siracusa) \| |
| Arbitro:                            | Lo Bello (Siracusa) |       |       |                                                            |

| Arbitro: | Angonese (Mestre) |

|            |           |             |
| Perani 55’ | Marcatori | 66’ Micheli |

| Arbitro: | Righi (Milano) |

|                       |           |  |
| D'Amato 65’ Sacco 72’ | Marcatori |  |

| Arbitro: | Gonella (Torino) |

|                                     |           |  |
| Nocera 22’, 62’ (rig.) Lazzotti 50’ | Marcatori |  |

| Arbitro: | Pieroni (Roma) |

|                                                       |           |  |
| Domenghini 16’ Suarez 25’ Mazzola 44’, 51’ (rig.) 61’ | Marcatori |  |

| Catania 6 marzo 1966 24ª giornata | Catania           | 0 – 0 | Foggia & Incedit | Stadio Cibali\| Arbitro: \| Varazzani (Parma) \| |
| Arbitro:                          | Varazzani (Parma) |       |                  |                                                  |

| Foggia 13 marzo 1966 25ª giornata | Foggia & Incedit  | 0 – 0 | Torino | Stadio Pino Zaccheria\| Arbitro: \| Gussoni (Tradate) \| |
| Arbitro:                          | Gussoni (Tradate) |       |        |                                                          |

| Arbitro: | Genel (Trieste) |

|                                   |           |  |
| De Paoli 32’, 51’, 77’ Pagani 37’ | Marcatori |  |

| Arbitro: | Bernardis (Milano) |

|           |           |  |
| Gatti 68’ | Marcatori |  |

| Foggia 10 aprile 1966 28ª giornata | Foggia & Incedit  | 0 – 0 | Fiorentina | Stadio Pino Zaccheria\| Arbitro: \| Varazzani (Parma) \| |
| Arbitro:                           | Varazzani (Parma) |       |            |                                                          |

| Arbitro: | Angonese (Mestre) |

|                                 |           |             |
| Massei 17’ (rig.) Innocenti 21’ | Marcatori | 38’ Micheli |

| Foggia 24 aprile 1966 30ª giornata | Foggia & Incedit | 0 – 0 | Lanerossi Vicenza | Stadio Pino Zaccheria\| Arbitro: \| Sbardella (Roma) \| |
| Arbitro:                           | Sbardella (Roma) |       |                   |                                                         |

| Varese 1º maggio 1966 31ª giornata | Varese                | 0 – 0 | Foggia & Incedit | Stadio Franco Ossola\| Arbitro: \| De Marchi (Pordenone) \| |
| Arbitro:                           | De Marchi (Pordenone) |       |                  |                                                             |

| Arbitro: | Francescon (Padova) |

|               |           |  |
| Oltramari 61’ | Marcatori |  |

| Arbitro: | Varazzani (Parma) |

|                           |           |  |
| Lazzotti 79’ Oltamari 89’ | Marcatori |  |

| Arbitro: | Angonese (Mestre) |

|           |           |  |
| Rizzo 34’ | Marcatori |  |

### Coppa Italia
| Potenza 29 agosto 1965 Primo turno eliminatorio | Potenza             | 0 – 0 (d.t.s.) vince il Potenza per sorteggio | Foggia & Incedit | Stadio Alfredo Viviani\| Arbitro: \| Schinetti (Brescia) \| |
| Arbitro:                                        | Schinetti (Brescia) |                                               |                  |                                                             |

## Statistiche

### Statistiche di squadra
| Competizione | Punti | In casa | In casa | In casa | In casa | In casa | In casa | In trasferta | In trasferta | In trasferta | In trasferta | In trasferta | In trasferta | Totale | Totale | Totale | Totale | Totale | Totale | DR |
| Competizione | Punti | G       | V       | N       | P       | Gf      | Gs      | G            | V            | N            | P            | Gf           | Gs           | G      | V      | N      | P      | Gf     | Gs     | DR |
| ------------ | ----- | ------- | ------- | ------- | ------- | ------- | ------- | ------------ | ------------ | ------------ | ------------ | ------------ | ------------ | ------ | ------ | ------ | ------ | ------ | ------ | -- |
| Serie A      | 29    | 17      | 7       | 8       | 2       | 15      | 5       | 17           | 1            | 5            | 11           | 7            | 25           | 34     | 8      | 13     | 13     | 22     | 30     | -8 |
| Coppa Italia |       | -       | -       | -       | -       | -       | -       | 1            | 0            | 1            | 0            | 0            | 0            | 1      | 0      | 1      | 0      | 0      | 0      | 0  |
| Totale       |       | 17      | 7       | 8       | 2       | 15      | 5       | 18           | 1            | 6            | 11           | 7            | 25           | 35     | 8      | 14     | 13     | 22     | 30     | -8 |

### Statistiche dei giocatori
| Giocatore      | Serie A  | Serie A | Coppa Italia | Coppa Italia | Totale   | Totale |
| Giocatore      | Presenze | Reti    | Presenze     | Reti         | Presenze | Reti   |
| -------------- | -------- | ------- | ------------ | ------------ | -------- | ------ |
| G. Ballarini   | 1        | 0       | -            | -            | 1        | 0      |
| A. Bertuolo    | 1        | 0       | -            | -            | 1        | 0      |
| A. Bettoni     | 25       | 0       | 1            | 0            | 26       | 0      |
| B. Capra       | 11       | 1       | 1            | 0            | 12       | 1      |
| R. Corradi     | 12       | 0       | -            | -            | 12       | 0      |
| P. Di Giovanni | 9        | 1       | -            | -            | 9        | 1      |
| V. Faleo       | 28       | 0       | 1            | 0            | 29       | 0      |
| E. Favalli     | 28       | 1       | 1            | 0            | 29       | 1      |
| C. Gambino     | 4        | 0       | 1            | 0            | 5        | 0      |
| P. Lazzotti    | 34       | 6       | 1            | 0            | 35       | 6      |
| G. Maioli      | 29       | 1       | -            | -            | 29       | 1      |
| D. Micheli     | 31       | 6       | -            | -            | 31       | 6      |
| G. Moschioni   | 34       | -30     | 1            | 0            | 35       | -30    |
| C. Nocera      | 23       | 4       | 1            | 0            | 24       | 4      |
| R. Oltramari   | 13       | 2       | 1            | 0            | 14       | 2      |
| F. Patino      | 1        | 0       | 1            | 0            | 2        | 0      |
| M. Rinaldi     | 25       | 0       | 1            | 0            | 26       | 0      |
| V. Tagliavini  | 32       | 0       | -            | -            | 32       | 0      |
| A. Valadè      | 34       | 0       | 1            | 0            | 35       | 0      |